# Kata (Tanzania)
En Tanzania, se denomina con la expresión suajili kata a la subdivisión geográfica y administrativa de tercer nivel del país, por debajo de las regiones (subdivisiones de primer nivel) y las ciudades y valiatos (subdivisiones de segundo nivel).
Dado que pueden ser subdivisiones tanto de las ciudades como de los valiatos, geográficamente son unidades heterogéneas, que pueden ser urbanas (comprendiendo áreas de una ciudad, conociéndose sus subdivisiones como mtaa), rurales (comprendiendo un grupo de pueblos) o mixtas. A fecha de 26 de agosto de 2012, había un total de 3643 katas en Tanzania.

## Organización
La expresión kata es la traducción al suajili de la palabra inglesa ward, un término que se usa en los países de habla inglesa para referirse a un tipo de área geográfica de carácter local que se utiliza para diseñar circunscripciones electorales. Aunque tanto kata como ward podrían traducirse etimológicamente como circunscripción electoral, a efectos electorales no son circunscripciones, ya que los parlamentarios tanzanos son elegidos por unidades mayores llamadas tarafa, que abarcan varias katas y eligen un parlamentario cada una. De este modo, a efectos electorales las katas de Tanzania son las unidades básicas para crear circunscripciones.